# Кубок Европы по спортивной ходьбе 2001
Кубок Европы по спортивной ходьбе 2001 года прошёл 19 мая в курортном городе Дудинце (Словакия). Сильнейших выявляли взрослые спортсмены и юниоры до 20 лет (1982 года рождения и моложе). Были разыграны 10 комплектов медалей (по 5 в личном и командном зачёте).
На старт вышли 290 ходоков из 30 стран Европы (125 мужчин, 68 женщин, 51 юниор и 46 юниорок).
Каждая команда могла выставить до четырёх спортсменов в каждый из взрослых заходов и до трёх в юниорских соревнованиях. Лучшие в командном зачёте определялись по сумме мест трёх лучших спортсменов среди взрослых и двух лучших — среди юниоров.

## Расписание
| Дата        | Время | Забег         |
| ----------- | ----- | ------------- |
| 19 мая 2001 | 08:00 | 50 км мужчины |
| 19 мая 2001 | 09:00 | 10 км юниоры  |
| 19 мая 2001 | 10:30 | 10 км юниорки |
| 19 мая 2001 | 14:00 | 20 км женщины |
| 19 мая 2001 | 16:00 | 20 км мужчины |

Время местное (UTC+2)

## Медалисты
Курсивом выделены участники, чей результат не пошёл в зачёт команды

### Мужчины и юниоры
| Дисциплина             | Золото                                                                          | Золото   | Серебро                                                                                      | Серебро | Бронза                                                                                | Бронза   |
| ---------------------- | ------------------------------------------------------------------------------- | -------- | -------------------------------------------------------------------------------------------- | ------- | ------------------------------------------------------------------------------------- | -------- |
| 20 км                  | Виктор Бураев Россия                                                            | 1:19.30  | Евгений Мисюля Белоруссия                                                                    | 1:19.45 | Андреас Эрм Германия                                                                  | 1:19.51  |
| 20 км (команды)        | Россия · Виктор Бураев · Владимир Андреев · Денис Нижегородов · Дмитрий Есипчук | 13 очков | Испания · Франсиско Хавьер Фернандес · Хуан Мануэль Молина · Давид Маркес · Микель Одриосола | 34 очка | Италия · Лоренцо Чиваллеро · Витторино Муччи · Альфио Корсаро · Алессандро Ганделлини | 55 очков |
| 50 км                  | Хесус Анхель Гарсия Испания                                                     | 3:44.26  | Николай Матюхин Россия                                                                       | 3:45.48 | Владимир Потёмин Россия                                                               | 3:46.12  |
| 50 км (команды)        | Россия · Николай Матюхин · Владимир Потёмин · Алексей Воеводин · Юрий Андронов  | 11 очков | Испания · Хесус Анхель Гарсия · Сантьяго Перес · Марио Авельянеда · Хуан Антонио Поррас      | 21 очко | Франция · Дени Ланглуа · Давид Буланже · Рене Пийер · Мишель Томас                    | 24 очка  |
| Юниоры 10 км           | Евгений Демков Россия                                                           | 41.16    | Сергей Лысцов Россия                                                                         | 41.18   | Николай Середович Белоруссия                                                          | 41.30    |
| Юниоры 10 км (команды) | Россия · Евгений Демков · Сергей Лысцов · Александр Строков                     | 3 очка   | Беларусь · Николай Середович · Андрей Талашко · Дмитрий Малиновский                          | 8 очков | Польша · Беньямин Куциньский · Рафал Дысь · Славомир Майхшицкий                       | 21 очко  |

### Женщины и юниорки
| Дисциплина              | Золото                                                                               | Золото  | Серебро                                                                         | Серебро  | Бронза                                                                             | Бронза   |
| ----------------------- | ------------------------------------------------------------------------------------ | ------- | ------------------------------------------------------------------------------- | -------- | ---------------------------------------------------------------------------------- | -------- |
| 20 км                   | Олимпиада Иванова Россия                                                             | 1:26.48 | Наталья Федоськина Россия                                                       | 1:26.50  | Элизабетта Перроне Италия                                                          | 1:27.09  |
| 20 км (команды)         | Россия · Олимпиада Иванова · Наталья Федоськина · Елена Николаева · Татьяна Сибилёва | 8 очков | Италия · Элизабетта Перроне · Эрика Альфриди · Аннарита Сидоти · Гизелла Орсини | 18 очков | Беларусь · Валентина Цыбульская · Наталья Мисюля · Елена Гинько · Маргарита Турова | 35 очков |
| Юниорки 10 км           | Татьяна Козлова Россия                                                               | 46.08   | Марина Тихонова Белоруссия                                                      | 46.31    | Екатерина Измайлова Россия                                                         | 46.42    |
| Юниорки 10 км (команды) | Россия · Татьяна Козлова · Екатерина Измайлова · Ирина Короткова                     | 4 очка  | Беларусь · Марина Тихонова · Екатерина Лобашова · Снежана Юрченко               | 9 очков  | Греция · Афанасия Цумелека · Мария Хаципанайотиду · Ирини Караяни                  | 12 очков |